# Anna Bergman
Pour les articles homonymes, voir Bergman.
Anna Bergman, née le 5 mai 1948 à Stockholm est une actrice suédoise. Elle est la fille d'Ingmar Bergman.

## Biographie

### Famille
Anna Bergman est la fille d'Ingmar Bergman (1918-2007) et d'Ellen Hollender (1919-2007). Elle est la sœur jumelle de Mats Bergman, la sœur d'Eva Bergman, née en 1945 et de Jan Bergman, né en 1946. Elle a trois demi-sœurs, Lena Bergman, née en 1943,  Maria von Rosen, née en 1959, Linn Ullmann, née en 1967 et un demi-frère, Daniel Bergman, né en 1962.
Anna Bergman a un fils, Michael Mats Brown, né de son mariage avec Peter Brown dont elle est aujourd'hui séparée. Elle est installée en Angleterre.

### Carrière
Sa carrière cinématographique se déroule entre l'Angleterre et la Scandinavie. En 1975, elle fait ses débuts au cinéma dans un des rôles principaux de Penelope Pulls It Off et devient une tête d'affiche des « sex-comedies » britannique des années 1970 avec des titres comme Intimate Games en 1976 ou Come Play with Me en 1977. On la retrouve en 1977 dans la comédie pornographique danoise Les Filles du Scorpion (avec une scène « hardcore » pour laquelle elle est doublée) puis l'année suivante dans sa suite, Les Dames de Copenhague, toujours réalisée par Werner Hedman. En 1980, elle tient la vedette d'un film « érotico-exotique » de Joe D'Amato. Pour des raisons commerciales, le réalisateur lui laisse signer le pourtant assez peu « bergmanien » Paradiso Blue.
Elle tient aussi quelques petits rôles en dehors du cinéma érotique, et tourne notamment une fois pour son père dans Fanny et Alexandre en 1982. En 1986, elle fait son retour dans la série britannique Mind your language dans un rôle qu'elle avait créé en 1978, puis se fait plus rare sur les écrans. En 1991, on la retrouve dans un téléfilm suédois, Luigis paradis. En 1995, elle participe, aux côtés de Françoise Pascal, à l'émission Doing Rude Things qui retrace l'histoire du cinéma érotique anglais entre les années 1950 et les années 1980.
En 2009, elle publie un roman, Crooks.

## Filmographie

### Cinéma
- 1975 : Penelope Pulls It Off[4] de Peter Curran : Penelope Charterley
- 1976 : Adventures of a Taxi Driver[4] (ou Les Aventures érotiques d'un chauffeur de taxi[5]) de Stanley A. Long : Helga
- 1976 : Queen Kong[4] de Frank Agrama : une fille de la troupe (non créditée)
- 1976 : Intimate Games[4] de Tudor Gates : Suzy
- 1977 : Come Play with Me[4] de George Harrison Marks : Nanette
- 1977 : Agent 69 Jensen i Skorpionens tegn[6] (ou A Nous les belles Danoises[5], ou Les filles du Scorpion[7]) de Werner Hedman : Penny
- 1978 : What's Up Superdoc![4] de Derek Ford : une employée
- 1978 : Les Oies sauvages[5] de Andrew V. McLaglen : la petite amie de Sonny
- 1978 : Agent 69 Jensen i Skyttens tegn[6] (ou Chaleurs Scandinaves[5], ou Les Dames volages de Copenhague[7]) de Werner Hedman : Penny
- 1980 : Licensed to Love and Kill[4] (ou Adieu canaille[5] de Lindsay Shonteff : réceptionniste de l'hôtel
- 1980 : Paradiso Blu[8] de Joe D'Amato : Karen
- 1982 : Fanny et Alexandre[5] d'Ingmar Bergman : Hanna Schwartz
- 1983 : Nutcracker[4] d'Anwar Kawadri : Tashi
- 1984 : Åke och hans värld[9] de Allan Edwall : La fille endormie
- 1990 : Avalon de Barry Levinson : Alice jeune femme

### Télévision
- 1978 : 8 épisodes de la série télévisée Mind Your Language : Ingrid Svenson
- 1983 : Too Many Cooks, un épisode de la série Keep It in the Family : Ingrid
- 1985 : Dutch Girls, téléfilm de Giles Foster : première prostituée
- 1986 : 13 épisodes de la série télévisée Mind Your Language : Ingrid Svenson
- 1991 : Luigis paradis, téléfilm de Pelle Seth : Eva

## Photographie
- Men Only (R.U) janvier 1974
- Oui (États-Unis) avril 1975, p. 27 Prevue
- Playmen (Italie) avril 1979, p. 92-97 Il numero proibito di Anna Bergman

## Livres
- 1988 : Inte pappas flicka, biographie écrite avec Gun Årestad  (ISBN 91-7752-201-X).
- 2009 : Crooks, roman, éd. AuthorHouse   (ISBN 9781449021559).